# Eotetranychus fraxini
Eotetranychus fraxini är en spindeldjursart som beskrevs av Reck 1948. Eotetranychus fraxini ingår i släktet Eotetranychus och familjen Tetranychidae. Inga underarter finns listade i Catalogue of Life.